# Candidat par écrit

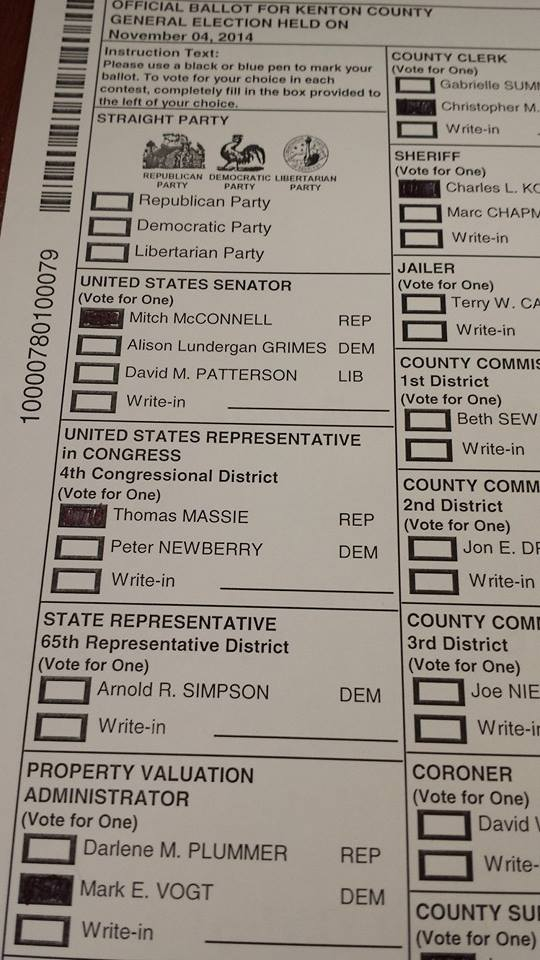
Un bulletin de vote pour les élections de 2014 dans le Kentucky. Un espace est laissé (en bas) pour un candidat write-in.

Un candidat par écrit (en anglais : write-in candidate) est un candidat à une élection dont le nom n'apparaît pas sur les bulletins de vote mais pour lequel les électeurs peuvent voter en écrivant son nom sur le bulletin. Ce système est principalement utilisé aux États-Unis. 
La possibilité de postuler en « write-in » varie selon les États. En 2016, 8 États interdisent le vote par écrit, 32 États exigent une inscription préalable auprès des autorités et 10 États l'autorisent librement. Lorsque les candidatures « write-in » sont possibles, une case blanche est laissée à la fin du bulletin de vote pour écrire manuellement le nom du candidat.
Les victoires de candidats par écrit sont très rares au Congrès des États-Unis. En 2010, la sénatrice républicaine d'Alaska Lisa Murkowski est réélue en tant que candidate write-in, après avoir été battue lors des primaires républicaines. C'est la première victoire d'un candidat write-in au Sénat des États-Unis depuis Strom Thurmond en 1954. À la Chambre des représentants, en raison de votes write-in en sa faveur, Peter Welch est à la fois candidat pour le Parti démocrate et le Parti républicain en 2008 et 2016.